# Byctiscus betulae
Espèce
Byctiscus betulae aux noms vernaculaires de cigarier, cigarier de la vigne, rhynchite du bouleau, urbec ou attelabe, est une espèce de coléoptères de la famille des Attelabidae, dont la femelle découpe et roule les feuilles de divers végétaux en forme de cigare pour y pondre ses œufs.
Ce charançon au corps long de 5 à 8 mm vit sur le hêtre et le bouleau, mais aussi sur les arbres fruitiers (poirier et cerisier principalement) et sur la vigne.
À noter : une autre espèce, Deporaus betulae (Linnaeus, 1758) s'appelle aussi rhynchite du bouleau ou cigarier. 